# Hanna Karhinen
Johanna (Hanna) Sofia Karhinen, tidigare Andelin, född 16 juni 1878 i Viborg i dåvarande Finland, död 27 september 1938 i Aunus i Sovjetunionen, var en socialdemokratisk riksdagsledamot och journalist.
Karhinen var även känd som Anna Leppänen.
Hon var del av Folkdelegationen, som kommissarie för inrikesärenden.
Hon vistades i Stockholm som politisk flykting 1918–1920. Hon bosatte sig sedan i USA, efter att hon skickats dit för att verka som en representant för Komintern. Under två år i New York var hon bland annat redaktör för tidskriften Eteenpäin och talare för Finnish Socialist Federation. Hon flyttades 1921 till Astoria i Oregon, där hon verkade som redaktör för den finskspråkiga socialistiska kvinnotidskriften Toveritar.